# Cristallerie Moser
Pour les articles homonymes, voir Moser.
La Cristallerie Moser est un fabricant de verre de luxe de qualité supérieure basé à Carlsbad (Karlovy Vary), en République tchèque, en Bohême.

## Description
La société est réputée pour sa fabrication de verres à pied délicats, d'articles de verres décoratifs (tels les vases, les cendriers, les bougeoirs), les cadeaux de luxe en verre et diverses gravures d'art. C'est pour sa qualité que Moser est l'un des verres décoratifs les plus collectionnés au XXe siècle. Ils ont été utilisés partout, des palaces jusqu'aux restaurants locaux.

## Histoire

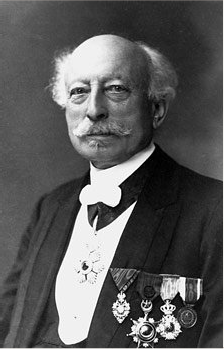
Ludwig Moser en 1901

La société d'origine de Ludwig Moser & Söhne, fondée en 1857 par Ludwig Moser (de) (1833-1916) à Carlsbad, est un atelier de verrerie, initialement polissant et gravant le verre et plus tard concevant et élaborant des objets en verre incolore et décoré, de la plus pure qualité.
La gravure de verres bruts de Loetz, Meyr's Neffe et Harrachov est réalisée par l'atelier au tout début. Lors de l'Exposition internationale de Vienne en 1873, il reçoit une médaille. Ludwig reprend une manufacture de verre à Meierhofen bei Karlsbad en 1893 afin d'offrir un service complet de fabrication du verre employant 400 personnes, sous le nom de Karlsbaderglasindustrie Gesellschaft Ludwig Moser & Söhne, où travaillent également ses fils Gustav et Rudolf.
En 1904, un brevet est accordé à Moser afin de devenir fournisseur de la Cour impériale de l'empereur d'Autriche et quatre ans plus tard, il devient le fournisseur d'Edouard VII.
En 1915, la société présente sa collection lors de l'Exposition internationale Panama-Pacific et reçoit à nouveau une médaille, ce que Louis Comfort Tiffany et Charles Tuthill ont estimé avoir été décernée à juste titre au vu de la qualité exceptionnelle des décorations appliquées sur le verre soufflé sur les articles colorés de verrerie de bohème. Les objets de verre Art nouveau étaient produits par Moser, présentant une décoration de surface aux thèmes naturels et simples en cameo glass [Quoi ?]. Ils utilisaient également une technique appelée Eckentiefgravur employant un façonnage aiguisé profond taillé en forme de fleurs intaglio.
Après le décès de son père, en 1916, Leo Moser reprend la direction et la société s'agrandit de manière significative, ce qui lui vaut d'être primée par un Grand Prix à l'Exposition internationale des arts décoratifs à Paris en 1925. Moser exposent également à Londres, en Belgique, en Italie et à Vienne. La crise du début des années 1930 a des conséquences désastreuses, réduisant le nombre d'employés à 240. Finalement, Leo démissionne de la société en 1932. En 1938, il vend ses parts de la société.
La ville de Karlovy Vary est occupée par l'Allemagne nazie en 1938 à la suite du traité de Munich et la famille fuit le pays durant cette période antisémitique. En raison de sa réputation internationale, la société est à même de conserver une certaine indépendance au cours de la période communiste tandis que le reste de l'industrie du verre tchèque est nationalisée en 1948,.
Les designs d'Art nouveau, avec des fleurs de lys lourdement gravées et les séries Fipop datant environ de 1914 furent parmi les objets les plus connus. Plusieurs dérivés des lignes Fipop de moindre qualité et plus abordables sont ensuite produits par d'autres sociétés et entre 1927 et 1933, deux manufacturiers américains de verre réalisent des copies les nommant Woodland et Deerwood. Moser est l'un des rares fabricants de verre tchécoslovaque à signer ses objets.

## Verre des rois, roi du verre
Le slogan The Glass of Kings. The King of Glass. (Verre des rois, roi du verre) est lié à la société en raison de sa clientèle de renom qui, outre Edouard VII et la Cour impériale d'Autriche comptait des personnalités telles le Pape Pie XI, le shah de Perse Mozaffareddine et le sultan de Turquie Abdul Hamid II.

## Aujourd'hui

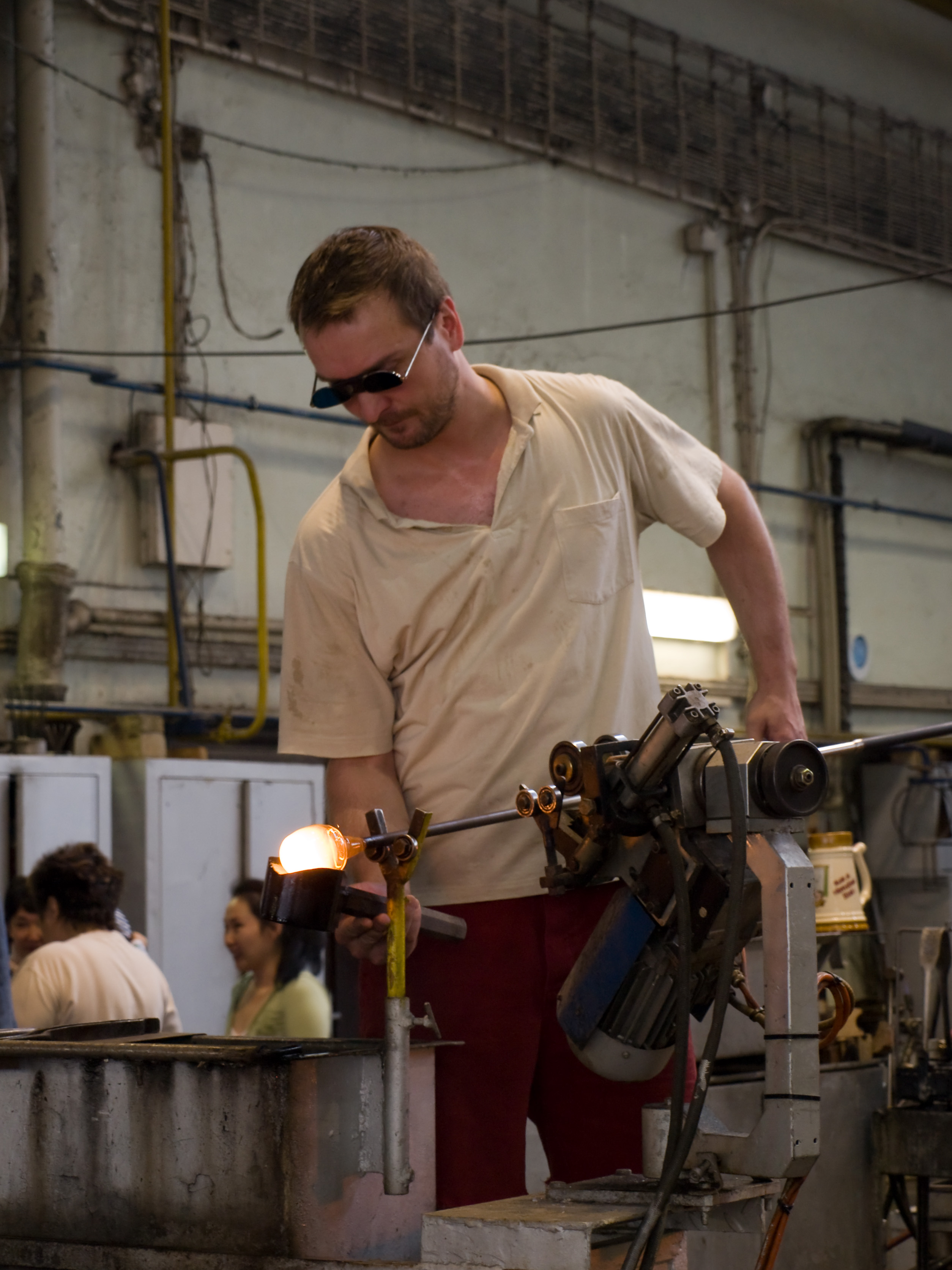
La Cristallerie Moser en 2011

Ludwig Moser a mis au point un verre au sodium et au potassium, sans plomb, qui est plus écologique que le verre au plomb en étant pourtant extrêmement solide et qui reste la base de ses produits. Moser produit toujours un certain nombre de ses réalisations classiques Fipop. Un musée de la manufacture retrace l'histoire des 150 ans de la société au travers de plus de 2000 objets présentés, ainsi que des documentaires et des guides audio. Outre ses quatre points de vente en république tchèque, deux à Prague et deux dans la ville berceau de la société à Karlovy Vary, Moser dispose d'un réseau mondial de distributeurs.
En France, les produits Moser sont disponibles à la Maison du Cristal. La société américaine de distribution des produits Moser, établie en Virginie du Nord en 1957, tient deux magasins d'exposition à New York City et à Atlanta.

## Sources
- (en) Cet article est partiellement ou en totalité issu de l’article de Wikipédia en anglais intitulé « Moser (glass company) » (voir la liste des auteurs).
- (en) Victor Arwas et Susan Newell, The Art of Glass : Art Nouveau to Art Deco, Windsor, Berks, England, Andreas Papadakis Publisher, 1996, 1re éd., 111 p. (ISBN 978-1-901092-00-4, LCCN 97228637, lire en ligne)
- (en) Maurice Crofford, The Rich Cut Glass of Charles Guernsey Tuthill, College Station: Texas, Texas A & M University Press, 2001, 1re éd., 211 p. (ISBN 978-1-58544-148-8, lire en ligne)
- (en) Louise Luther, Miller's Art Glass : How to Compare & Value, Londres, Octopus, 2002, 176 p. (ISBN 978-1-84000-542-4, LCCN 2003274244, lire en ligne)
- (en) Andy McConnell, Miller's 20th-Century Glass, Londres, Miller's, 2006, 256 p. (ISBN 978-1-84533-099-6, lire en ligne)